# Stora Blodsugartjärnen
Stora Blodsugartjärnen är en sjö i Lycksele kommun i Lappland och ingår i Umeälvens huvudavrinningsområde. Sjön har en area på 0,254 kvadratkilometer och ligger 289,3 meter över havet.

## Delavrinningsområde
Stora Blodsugartjärnen ingår i det delavrinningsområde (718239-163228) som SMHI kallar för Inloppet i Lycksträsket. Medelhöjden är 282 meter över havet och ytan är 25,32 kvadratkilometer. Räknas de 35 avrinningsområdena uppströms in blir den ackumulerade arean 447,28 kvadratkilometer. Lycksabäcken som avvattnar avrinningsområdet har biflödesordning 2, vilket innebär att vattnet flödar genom totalt 2 vattendrag innan det når havet efter 160 kilometer. Avrinningsområdet består mestadels av skog (89 procent). Avrinningsområdet har 0,79 kvadratkilometer vattenytor vilket ger det en sjöprocent på 3,1 procent.